# Збірна Киргизстану з хокею із шайбою
Збірна Киргизстану з хокею із шайбою — національна чоловіча збірна команда Киргизстану, яка представляє країну на міжнародних змаганнях із хокею. Функціонування команди забезпечує Федерація хокею Киргизстану, яка є членом ІІХФ.

## Історія
Збірна Киргизстану представляла Киргизьку РСР у 1962 році на Зимовій Спартакіаді СРСР, яка проходила у Свердловську. Киргизстан зіграв вісім матчів, вигравши тільки два у збірної Вірменської РСР.
Свої перші матчі як незалежна збірна провела у 2011 році, дебютувавши на зимових Азійських іграх. У першому матчі турніру Киргизстан переміг збірну Таїланду 15:4. Зрештою збірна Киргизстану перемогла в першому дивізіоні, здобувши в усіх шістьох матчах перемоги.

## Виступи на чемпіонаті світу
- 2019 — 6 місце Дивізіон III Група B
- 2022 — 1 місце Дивізіон IV
- 2023 — 1 місце Дивізіон III Група B
- 2024 — 2 місце Дивізіон ΙІІ Група А
- 2025 — 1 місце Дивізіон ΙІІ Група А